# Live in Japan (album Deep Purplea)
Live in Japan trostruki je uživo album britanskog hard rock sastava Deep Purple, kojeg 1993. godine objavljuje diskografska kuća 'EMI'.
Ovo je posebno izdanje od tri CD-a, koje se sastoje od materijala koji je snimljen tijekom tri noći u kolovozu 1972. godine u Japanu. Većina koncertnih snimki preuzeta je s klasičnog izdanja Made in Japan, tako da ova kolekcija obuhvaća gotovo cjelokupni materijal koji je izveden tijekom te tri noći. Svih 21 skladbi obrađeno je i miksano 1993. godine.
Pjesme na albumu uglavnom su s njihovog studijskog albuma Machine Head, koji je objavljen nekoliko mjeseci ranije. Prema zabilješkama, ovaj se razlikuje od drugih uživo albuma po tome što nema studijskog overdubsa, nema spajanja solo s drugim nastupima i pljesak nije lažan. Koncerti su održani tijekom 15., 16. i 17. kolovoza 1972. u Osaki i Tokyu, Japan.

## Popis pjesama
Sve pjesme napisali su Ritchie Blackmore, Ian Gillan, Roger Glover, Jon Lord i Ian Paice

#### CD 1:Good Morning
- Snimljeno u Osaki, 15. kolovoza 1972.

1. "Highway Star" - 7:37
2. "Child in Time" - 11:51
3. "The Mule" - 9:36
4. "Strange Kind of Woman" - 8:50
5. "Lazy" - 10:26
6. "Space Truckin'" - 21:35
7. "Black Night" (Encore) - 6:25

#### CD 2:Next week, we're turning professional
- Snimljeno u Osaki, 16. kolovoza 1972.

1. "Highway Star" - 7:07
2. "Smoke on the Water" - 7:25
3. "Child in Time" - 12:30
4. "The Mule" - 10:21
5. "Strange Kind of Woman" - 10:35
6. "Lazy" - 10:21
7. "Space Truckin'" - 20:13

#### CD 3:Can we have everything louder than everything else?
- Snimljeno u Tokyu, 17. kolovoza 1972.

1. "Highway Star" - 7:15
2. "Smoke on the Water" - 7:06
3. "Child in Time" - 11:32
4. "Strange Kind of Woman" - 11:26
5. "Lazy" - 11:16
6. "Space Truckin'" - 19:19
7. "Speed King" (Encore) - 7:55

- This encore was recorded on the 15th

- Pjesma "Smoke on the Water" izvedea 15. i "The Mule" izvedena 17. nisu uključene na popis. Obje se nalaze na albumu Made in Japan
- Također nedostaje i skladba izvedena 16., "Black Night", koja se nalazi na box setu Listen, Learn, Read On, i "Lucille" koja je dostupna na Made in Japan, drugom CD-u: The Encores
- TAkođer izvedene skladbe 17. "Black Night" i "Speed King" dostupne su na Made in Japan CD 2: The Encores

- Podebljane pjesme objavljene su na izdanju Made in Japan iz 1972.

## Izvođači
- Ritchie Blackmore - gitara
- Ian Gillan - vokal, usna harmonika, udaraljke
- Roger Glover - bas-gitara
- Jon Lord - orgulje, klavijature
- Ian Paice - bubnjevi, udaraljke

### Produkcija
- Producent - Deep Purple
- Projekcija - Martin Birch
- Oprema - Ian Hansford, Rob Cooksey, Colin Hart, Ron Quinton

- Miks - Darron Godwin; asistenti - Simon Robinson u 'Abbey Road' studiju, srpanj 1993.
- Obrada, filtriranje i mastered - Peter Mew u 'Abbey Road', London, rujan 1993.

- Izrada - Simon Robinson
- Koordinacija - Tim Chacksfield

## Vanjske poveznice
- Discogs.com - Deep Purple - Live in Japan